# 平壤火电线
平壤火電線（朝鲜语：／ P'yŏngyang hwajŏn sŏn */?）是位于朝鮮民主主義人民共和國平壤的一條鐵道線路，站點為普通江站到平川站。

## 路线概况
- 距离：3.7km
- 车站数：2
- 轨距：1435mm
- 电气化区间：直流3kV
- 复线区间：无